# Jackie Gleason
Pour les articles homonymes, voir Gleason.
Jackie Gleason est un acteur, compositeur, producteur, scénariste et réalisateur américain né le 26 février 1916 à New York, et mort le 24 juin 1987 à Fort Lauderdale (Floride). Principalement connu comme acteur comique, il a été, à partir des années 1950, une vedette de la télévision américaine. Il a également tenu à l'occasion, des rôles dramatiques comme dans L'Arnaqueur.

## Filmographie

### comme Acteur
- 1941 : Navy Blues de Lloyd Bacon : Tubby
- 1941 : Steel Against the Sky de A. Edward Sutherland : Cliff, the Drunk in Diner
- 1942 : Échec à la Gestapo (All Through the Night) de Vincent Sherman : Starchy
- 1942 : Lady Gangster de Robert Florey : Wilson
- 1942 : Tramp, Tramp, Tramp de Charles Barton : Hank
- 1942 : Larceny, Inc. de Lloyd Bacon : Hobart, lunch counter man
- 1942 : Escape from Crime de D. Ross Lederman : Evans - Convict Getting Mug Shot
- 1942 : Orchestra WivesArchie Mayo de  : Ben Beck, Bass Player
- 1942 : Ivresse de printemps (Springtime in the Rockies) de Irving Cummings : The Commissioner
- 1949 : The Life of Riley (série télévisée) : Chester A. Riley (1949-50)
- 1950 : L'Aigle du désert (The Desert Hawk) de Frederick de Cordova : Aladdin
- 1949 : Cavalcade of Stars (série télévisée) : Host / Ralph Kramden / Various Characters (1950-1952)
- 1952 : The Jackie Gleason Show (série télévisée) : Host / Ralph Kramden / Various Characters
- 1955 : The Honeymooners (série télévisée) : Ralph Kramden
- 1960 : The Secret World of Eddie Hodges (TV) : Narrator / Himself
- 1961 : L'Arnaqueur (The Hustler) de Robert Rossen : Minnesota Fats
- 1962 : Gigot, le clochard de Belleville (Gigot) de Gene Kelly : Gigot
- 1962 : Requiem for a Heavyweight de Ralph Nelson : Maish Rennick
- 1963 : Papa's Delicate Condition de George Marshall : Jack Griffith
- 1963 : La Dernière Bagarre (Soldier in the Rain) de Ralph Nelson : MSgt. Maxwell Slaughter
- 1968 : Skido (Skidoo) de Otto Preminger : Tony Banks
- 1969 : How to Commit Marriage de Norman Panama : Oliver Poe
- 1969 : Don't Drink the Water de Howard Morris : Walter Hollander
- 1970 : How Do I Love Thee? de Michael Gordon : Stanley Waltz
- 1975 : A Lucille Ball Special Starring Lucille Ball and Jackie Gleason (TV) : Fred / Herb / Mike
- 1976 : The Honeymooners Second Honeymoon (TV) : Ralph Kramden
- 1977 : On m'appelle Dollars (Mr. Billion) de Jonathan Kaplan : John Cutler
- 1977 : Cours après moi shériff (Smokey and the Bandit) de Hal Needham : Sheriff Buford T. Justice
- 1977 : The Honeymooners Christmas Special (TV) : Ralph Kramden
- 1978 : The Honeymooners Valentine Special (TV) : Ralph Kramden
- 1980 : Tu fais pas le poids, shérif! (Smokey and the Bandit II) de Hal Needham : Sheriff Buford T. Justice / Gaylord Justice / Reginald Van Justice
- 1982 : Le Jouet (The Toy) de Richard Donner : Ulysses Simpson 'U.S.' Bates
- 1983 : L'Arnaque 2 (The Sting II) de Jeremy Kagan : Fargo Gondorff
- 1983 : Smokey and the Bandit Part 3 de Dick Lowry : Buford T. Justice
- 1983 : Mr. Halpern and Mr. Johnson (TV) : Ernest Johnson
- 1985 : Izzy & Moe (TV) : Izzy Einstein
- 1986 : Rien en commun (Nothing in Common) de Gary Marshall : Max Basner

### comme Compositeur
- 1966 : The Jackie Gleason Show (série télévisée)
- 1961 : The Jackie Gleason Show (série télévisée)
- 1961 : The Million Dollar Incident (en) (TV)
- 1962 : Gigot, le clochard de Belleville (Gigot)
- 1985 : Izzy & Moe (TV)
- 1993 : Toen was geluk heel gewoon (série télévisée)

### comme Producteur
- 1954 : Stage Show (série télévisée)
- 1961 : The Jackie Gleason Show (série télévisée)

### comme Scénariste
- 1962 : Gigot, le clochard de Belleville (Gigot)

### comme Réalisateur
- 1976 : The Honeymooners Second Honeymoon (TV)
- 1977 : The Honeymooners Christmas Special (TV)

## Anecdotes
Richard Nixon l'aurait selon ses dires amené dans une base secrète abritant des corps congelés d'extra-terrestres.